# Schwellenwert (Chemie)
Der Schwellenwert ist die Konzentration an Stoffen, ab welcher Organismen diesen wahrnehmen können. Die Fremdstoffe können fest, flüssig oder gasförmig sein. Bei den Organismen kann es sich um Menschen, Tiere oder Pflanzen handeln. Im Gegensatz zum von Menschen festgelegten Grenzwert beschreibt der Schwellenwert einen Messwert, der ein Verhältnis zwischen Ursache und Wirkung umfasst. Es gibt keine einheitliche Definition für Schwellenwerte. Bei der Sinneswahrnehmung wird der Schwellenwert für einen Sinnesreiz auch als Reizschwelle bezeichnet.

## Eigenschaften
Diese Wahrnehmung durch den Organismus kann mit positiven oder negativen Effekten verbunden sein, z. B. bei der olfaktorischen Geruchsschwelle eines Duftstoffs oder Riechstoffs. In Norm DIN EN 13725 ist der Geruchsschwellenwert definiert als diejenige Geruchstoffkonzentration, bei der unter definierten Prüfbedingungen die Wahrscheinlichkeit für die Wahrnehmung der Probe bei 0,5 liegt, also 50 % der Probanden eine Geruchswahrnehmung angeben. In Bezug auf den Geruchssinn wird in Europa die Europäische Geruchseinheit verwendet. Auch zur Bestimmung der Schwellenwerte menschlicher Geschmacks-Empfindungen gibt es normierte Analyseverfahren. In der Pharmakologie werden typische Schwellenwerte für die Toxizität verwendet, wie der NOAEL, der LOAEL und die LOEC/LOEL.